# هرمایونی کورفیلد
هرمایونی آیلا کانینگام کورفیلد (به انگلیسی: Hermione Corfield) (زادهٔ ۱۹ دسامبر ۱۹۹۳)، هنرپیشه و مدل بریتانیایی است. از فیلم‌هایی که وی در آن نقش داشته می‌توان به مأموریت: غیرممکن - ملت یاغی، آقای هولمز، غرور و تعصب و زامبی‌ها، سه ایکس ۳: بازگشت زندر کیج، ناجورها و جنگ ستارگان: آخرین جدای اشاره کرد.